# Endosimilis stilbealis
Endosimilis stilbealis är en fjärilsart som beskrevs av Walker 1859. Endosimilis stilbealis ingår i släktet Endosimilis och familjen mott. Inga underarter finns listade i Catalogue of Life.